# Yvonne Suddick
Yvonne Suddick (...) è un'ex danzatrice su ghiaccio britannica. Pattinando con Malcolm Cannon ha vinto una medaglia d'argento (nel 1968) e una di bronzo (nel 1967) ai Campionati mondiali e due medaglie d'argento (nel 1967 e nel 1968) ai Campionati europei di pattinaggio di figura. In precedenza aveva vinto una medaglia d'argento (nel 1966) e due di bronzo (nel 1964 e nel 1965) ai Campionati europei pattinando con Roger Kennerson.

## Palmarès
Con  Roger Kennerson
| Evento                          | 1964 | 1965 | 1966 |
| ------------------------------- | ---- | ---- | ---- |
| Campionati mondiali             | 4°   | 6°   | 4°   |
| Campionati europei              | 3°   | 3°   | 2°   |
| Campionati nazionali britannici |      | 2°   | 2°   |

Con Malcolm Cannon
| Evento                          | 1967 | 1968 |
| ------------------------------- | ---- | ---- |
| Campionati mondiali             | 3°   | 2°   |
| Campionati europei              | 2°   | 2°   |
| Campionati nazionali britannici | 2°   | 2°   |